# Високогор'є
Високого́р'є (рос. Высокогорье) — село у складі Шабалінського району Кіровської області, Росія. Входить до складу Високораменського сільського поселення.
Населення становить 148 осіб (2010, 219 у 2002).
Національний склад станом на 2002 рік — росіяни 97 %.